# 1. Bundesliga 1974-75
La Fußball-Bundesliga 1974/75 fue la 12.ª temporada de la Bundesliga, liga de fútbol de primer nivel de Alemania Federal. Comenzó el 24 de agosto de 1974 y finalizó el 14 de junio de 1975.

## Equipos participantes
| Equipo                   | Ciudad             | Estadio                  | Capacidad |
| ------------------------ | ------------------ | ------------------------ | --------- |
| Bayern de Múnich         | Múnich             | Olympiastadion Múnich    | 70.000    |
| VfL Bochum               | Bochum             | Ruhrstadion              | 40.000    |
| Borussia Mönchengladbach | Mönchengladbach    | Bökelbergstadion         | 34.500    |
| FC Colonia               | Colonia            | Radrennbahn Müngersdorf  | 29.000    |
| MSV Duisburgo            | Duisburgo          | Wedaustadion             | 38.500    |
| Eintracht Braunschweig   | Brunswick          | Eintracht-Stadion        | 38.000    |
| Eintracht Frankfurt      | Frankfurt del Main | Waldstadion              | 87.000    |
| Fortuna Düsseldorf       | Düsseldorf         | Rheinstadion             | 59.600    |
| Hamburgo SV              | Hamburgo           | Volksparkstadion         | 80.000    |
| Hertha Berlín            | Berlín             | Olympiastadion Berlín    | 100.000   |
| 1. FC Kaiserslautern     | Kaiserslautern     | Stadion Betzenberg       | 42.000    |
| Kickers Offenbach        | Offenbach del Meno | Stadion am Bieberer Berg | 30.000    |
| Rot-Weiss Essen          | Essen              | Georg-Melches-Stadion    | 40.000    |
| FC Schalke 04            | Gelsenkirchen      | Parkstadion              | 70.000    |
| VfB Stuttgart            | Stuttgart          | Neckarstadion            | 53.000    |
| Tennis Borussia Berlín   | Berlín             | Mommsenstadion           | 18.000    |
| Werder Bremen            | Bremen             | Weserstadion             | 32.000    |
| Wuppertaler SV           | Wuppertal          | Stadion am Zoo           | 28.000    |

### Relevos
| Pos  | Descendidos de 1. Bundesliga |
| ---- | ---------------------------- |
| 17.º | Fortuna Colonia              |
| 18.º | Hannover 96                  |

| Pos        | Ascendidos de Regionalliga |
| ---------- | -------------------------- |
| 1.º Norte  | Eintracht Braunschweig     |
| 1.º Berlín | Tennis Borussia Berlín     |

## Clasificación
| Pos. | Equipo                       | Pts. | PJ | G  | E  | P  | GF | GC | Dif. | Clasificación                                |
| ---- | ---------------------------- | ---- | -- | -- | -- | -- | -- | -- | ---- | -------------------------------------------- |
| 1    | Borussia Mönchengladbach (C) | 50   | 34 | 21 | 8  | 5  | 86 | 40 | +46  | Clasificado a la Copa de Campeones de Europa |
| 2    | Hertha Berlín                | 44   | 34 | 19 | 6  | 9  | 61 | 43 | +18  | Clasificado a la Copa de la UEFA             |
| 3    | Eintracht Frankfurt          | 43   | 34 | 18 | 7  | 9  | 89 | 49 | +40  | Clasificado a la Recopa de Europa            |
| 4    | Hamburgo SV                  | 43   | 34 | 18 | 7  | 9  | 55 | 38 | +17  | Clasificado a la Copa de la UEFA             |
| 5    | FC Colonia                   | 41   | 34 | 17 | 7  | 10 | 77 | 51 | +26  | Clasificado a la Copa de la UEFA             |
| 6    | Fortuna Düsseldorf           | 41   | 34 | 16 | 9  | 9  | 66 | 55 | +11  |                                              |
| 7    | FC Schalke 04                | 39   | 34 | 16 | 7  | 11 | 52 | 37 | +15  |                                              |
| 8    | Kickers Offenbach            | 38   | 34 | 17 | 4  | 13 | 72 | 62 | +10  |                                              |
| 9    | Eintracht Braunschweig       | 36   | 34 | 14 | 8  | 12 | 52 | 42 | +10  |                                              |
| 10   | Bayern de Múnich             | 34   | 34 | 14 | 6  | 14 | 57 | 63 | −6   | Clasificado a la Copa de Campeones de Europa |
| 11   | VfL Bochum                   | 33   | 34 | 14 | 5  | 15 | 53 | 53 | 0    |                                              |
| 12   | Rot-Weiß Essen               | 32   | 34 | 10 | 12 | 12 | 56 | 68 | −12  |                                              |
| 13   | 1. FC Kaiserslautern         | 31   | 34 | 13 | 5  | 16 | 56 | 55 | +1   |                                              |
| 14   | MSV Duisburgo                | 30   | 34 | 12 | 6  | 16 | 59 | 77 | −18  | Clasificado a la Copa de la UEFA             |
| 15   | Werder Bremen                | 25   | 34 | 9  | 7  | 18 | 45 | 69 | −24  |                                              |
| 16   | VfB Stuttgart (D)            | 24   | 34 | 8  | 8  | 18 | 50 | 79 | −29  | Descenso a la 2. Bundesliga                  |
| 17   | Tennis Borussia Berlín (D)   | 16   | 34 | 5  | 6  | 23 | 38 | 89 | −51  | Descenso a la 2. Bundesliga                  |
| 18   | Wuppertaler SV (D)           | 12   | 34 | 2  | 8  | 24 | 32 | 86 | −54  | Descenso a la 2. Bundesliga                  |

 Fuente: BDFutbol
Notas:
1. ↑  El Bayern Múnich se clasificó para la Copa de Campeones de Europa como campeón defensor.
2. ↑  El Eintracht Frankfurt se clasificó para la Recopa de Europa, la plaza para la Copa de la UEFA fue cedida al MSV Duisburgo, subcampeón de la Copa de Alemania.

|                                            |
| Campeón Borussia Mönchengladbach 3° título |

## Resultados
| Local \ Visitante        | BAY | BOC | BOM | COL | DUI | EBR | EFR | FOR | HAM | HER | KAI | KIC | RWE | SCH | STU | TBB | WER | WUP |
| ------------------------ | --- | --- | --- | --- | --- | --- | --- | --- | --- | --- | --- | --- | --- | --- | --- | --- | --- | --- |
| Bayern de Múnich         | —   | 2–1 | 1–1 | 6–3 | 2–1 | 1–0 | 2–1 | 4–0 | 0–1 | 2–1 | 2–5 | 2–3 | 2–2 | 0–2 | 1–1 | 3–1 | 2–0 | 3–1 |
| VfL Bochum               | 3–0 | —   | 0–0 | 3–2 | 1–2 | 1–0 | 3–1 | 4–2 | 4–2 | 4–0 | 4–0 | 3–1 | 2–2 | 2–1 | 1–0 | 0–0 | 3–1 | 4–2 |
| Borussia Mönchengladbach | 1–2 | 3–0 | —   | 1–1 | 4–1 | 2–0 | 3–0 | 3–1 | 1–3 | 1–1 | 3–0 | 5–2 | 1–1 | 1–0 | 5–1 | 3–1 | 4–2 | 6–2 |
| FC Colonia               | 1–0 | 4–1 | 1–2 | —   | 4–2 | 3–0 | 0–0 | 2–2 | 4–0 | 2–1 | 2–0 | 0–1 | 0–1 | 4–2 | 4–2 | 7–1 | 3–1 | 4–0 |
| MSV Duisburgo            | 2–1 | 3–1 | 1–1 | 1–3 | —   | 3–2 | 1–3 | 0–3 | 2–0 | 1–3 | 3–2 | 2–1 | 3–3 | 2–0 | 3–3 | 2–3 | 4–0 | 2–2 |
| Eintracht Braunschweig   | 3–1 | 2–0 | 1–3 | 1–4 | 4–1 | —   | 2–0 | 3–0 | 1–2 | 2–1 | 3–2 | 1–0 | 4–2 | 1–0 | 6–0 | 5–0 | 0–0 | 1–1 |
| Eintracht Frankfurt      | 2–0 | 4–1 | 1–1 | 3–2 | 4–1 | 2–0 | —   | 4–0 | 1–3 | 1–2 | 5–1 | 0–0 | 9–1 | 2–1 | 5–5 | 7–1 | 2–1 | 5–0 |
| Fortuna Düsseldorf       | 6–5 | 0–1 | 3–2 | 3–0 | 1–1 | 2–2 | 2–2 | —   | 0–0 | 0–0 | 2–0 | 3–2 | 4–0 | 2–1 | 4–0 | 3–2 | 4–1 | 2–0 |
| Hamburgo SV              | 1–0 | 3–2 | 1–1 | 3–1 | 2–3 | 0–0 | 3–1 | 2–1 | —   | 1–1 | 2–0 | 1–0 | 2–2 | 1–1 | 1–0 | 4–0 | 2–0 | 4–1 |
| Hertha Berlín            | 4–1 | 4–2 | 2–1 | 1–1 | 3–0 | 3–1 | 2–1 | 3–3 | 1–0 | —   | 2–1 | 4–1 | 4–2 | 1–0 | 4–0 | 2–1 | 2–0 | 2–0 |
| 1. FC Kaiserslautern     | 0–1 | 1–0 | 1–3 | 1–1 | 2–0 | 2–0 | 2–2 | 1–0 | 1–0 | 3–0 | —   | 1–2 | 2–0 | 1–1 | 6–0 | 4–0 | 4–1 | 2–0 |
| Kickers Offenbach        | 6–0 | 2–0 | 4–3 | 1–4 | 3–3 | 2–1 | 2–1 | 2–3 | 4–1 | 3–1 | 2–2 | —   | 1–3 | 3–0 | 3–1 | 3–2 | 5–1 | 3–1 |
| Rot-Weiß Essen           | 2–2 | 1–1 | 1–3 | 1–1 | 3–0 | 1–2 | 0–5 | 1–2 | 0–0 | 2–1 | 3–1 | 5–1 | —   | 4–4 | 3–1 | 3–2 | 1–1 | 2–0 |
| FC Schalke 04            | 2–2 | 1–0 | 1–3 | 1–1 | 5–0 | 1–1 | 1–1 | 3–0 | 3–1 | 1–0 | 2–1 | 2–0 | 3–0 | —   | 2–0 | 3–0 | 2–0 | 1–0 |
| VfB Stuttgart            | 1–2 | 1–0 | 1–2 | 2–0 | 2–1 | 0–0 | 3–4 | 1–1 | 1–2 | 1–2 | 0–1 | 3–1 | 3–2 | 3–1 | —   | 2–1 | 2–2 | 5–1 |
| Tennis Borussia Berlín   | 2–2 | 2–0 | 1–4 | 2–3 | 2–3 | 2–2 | 1–4 | 1–4 | 0–3 | 0–3 | 3–2 | 0–2 | 1–0 | 0–2 | 1–1 | —   | 4–0 | 0–0 |
| Werder Bremen            | 0–2 | 3–0 | 1–4 | 4–1 | 3–1 | 0–0 | 0–3 | 0–0 | 1–0 | 4–0 | 3–1 | 3–6 | 0–0 | 0–1 | 5–2 | 1–1 | —   | 2–1 |
| Wuppertaler SV           | 3–1 | 1–1 | 1–5 | 1–4 | 1–4 | 0–1 | 2–3 | 2–3 | 0–4 | 0–0 | 3–3 | 0–0 | 0–2 | 0–1 | 2–2 | 2–0 | 2–4 | —   |

## Máximos goleadores
| Jugador             | Equipo                   | Goles |
| ------------------- | ------------------------ | ----- |
| Jupp Heynckes       | Borussia Mönchengladbach | 27    |
| Dieter Müller       | Colonia                  | 24    |
| Gerd Müller         | Bayern Múnich            | 23    |
| Roland Sandberg     | Bayern Múnich            | 21    |
| Allan Simonsen      | Borussia Mönchengladbach | 18    |
| Erwin Kostedde      | Kickers Offenbach        | 18    |
| Manfred Burgsmüller | Rot-Weiss Essen          | 18    |
| Klaus Fischer       | Schalke 04               | 17    |
| Hermann Ohlicher    | VfB Stuttgart            | 17    |
| Bernd Hölzenbein    | Eintracht Fráncfort      | 16    |